# Alexander De Croo
Alexander De Croo, belgijski politik, ekonomist in poslovnež, * 3. november 1975, Vilvoorde, Belgija
Med letoma 20202 in 2025 je bil predsednik vlade Kraljevine Belgije. Pred tem je bil belgijski minister za finance, pokojninski minister in minister za razvojno sodelovanje. Od leta 2012 je bil podpredsednik vlade v vladah Elia Di Rupa, Charlesa Michela in Sophie Wilmes. Med letoma 2009 in 2012 je vodil stranko Open VLD.

## Mladost in izobraževanje
Alexander De Croo se je rodil 3. novembra 1975 v kraju Vilvoorde v Flamskem Brabantu v Belgiji. Bil je eden od dVeh otrok belgijskega politika in ministra Hermana De Croa in Françoise Desguin. Leta 1993 se je vpisal na Vrije Universiteit v Bruslju, kjer je leta 1998 diplomiral iz poslovnega inženiringa. Leta 2002 se je vpisal na Northwestern University v Chicagu in leta 2004 dokončal MBA na Kellogg School of Management. Pred politično kariero je De Croo leta 1999 postal vodja projekta The Boston Consulting Group. Leta 2006 je ustanovil novo podjetje Darts-ip, specializirano za storitve na področju intelektualne lastnine.

## Zgodnja politična kariera
Leta 2009 je De Croo kandidiral na Volitvah v Evropski parlament, prejel je več kot 47.000 glasov. 26. oktobra istega leta je postal kandidat za predsednika stranke Odprti flamski liberalci in demokrati (Open VLD), naslednika Guya Verhofstadta. 12. decembra je bil v drugem krogu z 11.676 glasovi izvoljen za predsednika. Protikandidat Marino Keulen je prejel 9.614 glasov.
Po petih mesecih nove vlade, je De Croo zagrozil, da bo njegova stranka Open VLD zapustila koalicijo, če ne bodo najdene rešitve za ustavni spor volilnih vprašanji Bruselj-Halle-Vilvoorde. Po preteku roka je Open VLD napovedala izstop iz vlade, takratni premier Yves Leterme pa odstop le-te. Kralj Albert II. ga je sprejel 26. aprila 2010. De Croo je na volitvah v senat prejel 301.000 glasov, kar je tretji najvišji rezultat v nizozemsko govoreči volilni enoti. Senator je bil do 22. oktobra 2012, ko je postal namestnik predsednika vlade in minister za pokojnine.

## Vladna kariera

### Vlada Di Rupa
Po tem, ko je Van Van Quickenborne postal župan mesta Kortrijk, ga je De Croo 22. oktobra 2012 nasledil kot minister za pokojnine in podpredsednik vlade Elia Di Rupa. Decembra je bila Gwendolyn Rutten izvoljena za novo predsednico Open VLD.

### Michelova vlada (I. in II.)
Po belgijskih zveznih volitvah leta 2014 in sestavi nove zvezne vlade je bilo predano, da bo Alexander De Croo ostal podpredsednik v novi vladi Charlesa Michela. De Croo je postal tudi minister za razvojno sodelovanje, digitalno agendo, telekomunikacije in poštne storitve, Daniel Bacquelaine pa prevzel njegovo funkcijo ministra za pokojnine v prejšnji vladi. Michelova vlada je mandat prevzela 11. oktobra 2014.
V času De Croojevega mandata je Belgija postala prva država, ki je prekinila uradno razvojno pomoč Burundiju po začetku nasilnih nemirov v tej afriški državi od leta 2015. Leta 2017 je De Croo do leta 2025 obljubil 25 milijonov evrov za izkoreninjenje afriške spalne bolezni. Bil je tudi eden od ustanoviteljev gibanja Ona se odloča (She Decides movement), reakcije na ponovno namestitev politike Mexico City s strani ameriškega predsednika Donalda Trumpa.
Po nesoglasju znotraj vlade zaradi Globalnega dogovora o migracijah UN, je stranka N-VA zapustila koalicijo, zaradi česar je vlada 9. decembra 2018 postala manjšinska vlada, znana kot Druga Michelova vlada. De Croo je v njej postal finančni minister in zamenjal Johana Van Overtveldta.

### Vlada Sophie Wilmes
Pod začasno vlado Sophie Wilmès je De Croo ostal finančni minister, nadzoroval je sveženj finančnih spodbud za spopadanje s krizo COVID-19 in reševanje letalske družbe Brussels Airlines. Z Egbertom Lachaertom je bil izvoljen za skupnega namestnika predsednika Open VLD.

### Predsednik vlade
Kralj Filip Belgijski je 23. septembra 2020 za sestavo nove vlade imenoval Aleksandra De Crooja iz Open VLD in socialista Paula Magnetta. 30. septembra 2020 je bilo napovedano, da bo De Croo prevzel položaj belgijskega premierja in nasledil Sophie Wilmès. Njegova vlada ima večji delež ministric kot katera koli prejšnja belgijska vlada; ženske zasedajo polovico ministrskega zbora.
Po objavi rezultatov belgijskih zveznih volitev leta 2024 sta De Croo in njegova stranka doživela velik volilni poraz. De Croo je skladno z občajem napovedal svoj odstop s položaja premierja. Od 10. junija 2024 je tako opravljal tekoče posle, 3. februarja 2025 pa ga je nasledil Bart De Wever.

## Zasebno
Poročen je z Annik Penders, s katero imata dva otroka.

## Ostale aktivnosti

#### Organizacije EU
- Evropska investicijska banka (EIB), nekdanji član sveta guvernerjev (od 2018)[27]
- Evropski mehanizem za stabilnost, član sveta guvernerjev (od leta 2018)[28]

#### Mednarodne organizacije
- Afriška razvojna banka (AfDB), nekdanji član sveta guvernerjev[29]
- Azijska razvojna banka (ADB), nekdanji član sveta guvernerjev[30]
- Evropska banka za obnovo in razvoj (EBRD), nekdanji član sveta guvernerjev[31]

#### Neprofitne organizacije
- Svetovni ekonomski forum, član skupine za evropsko politiko (od leta 2017)[32]